# Gertrude Tumpel-Gugerell

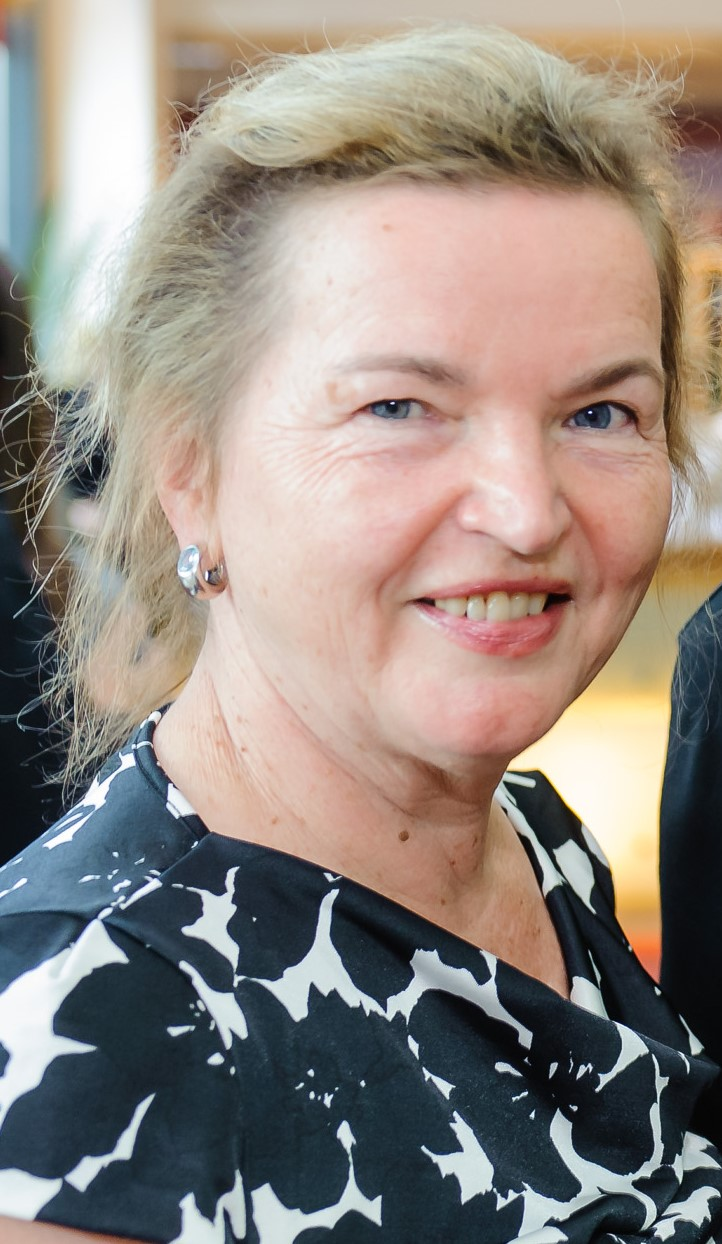
Gertrude Tumpel-Gugerell

Gertrude Tumpel-Gugerell (Killing, 11 november 1952) is een Oostenrijks econoom. 
Zij was vanaf 1 juni 2003 tot 1 juni 2011 directeur van de Europese Centrale Bank (ECB).
Haar opvolger was Peter Praet. 
- Biblioteca Nacional de España: XX4608901
- Bibliothèque nationale de France: cb15101474x (data)
- Gemeinsame Normdatei: 123230640
- International Standard Name Identifier: 0000 0001 1437 1070
- Library of Congress Control Number: no2001044214
- Nationale Bibliotheek van Letland: 000185747
- Nationale Bibliotheek van Tsjechië: utb2011627143
- Nationale Bibliotheek van Israël: 987007342136205171
- Nederlandse Thesaurus van Auteursnamen: 260151890
- Système universitaire de documentation: 074657135
- Virtual International Authority File: 5224410
- WorldCat: E39PBJxCBQbx8PCrq44xmJBtrq